# Patrimoine du Parc naturel régional des Vosges du Nord
Le Parc naturel régional des Vosges du Nord (PNRVN) a été créé le 30 décembre 1975. Groupant 111 communes d'une population totale de 90 000 habitants, 22 communes associées et 11 villes portes. 
Il est à cheval sur les départements du Bas-Rhin, avec 74 communes, et de la Moselle avec 37 communes. 
Les Vosges du Nord abritent un patrimoine fort d'une histoire multiséculaire.

## Châteaux
Une trentaine de châteaux forts coiffent les pitons et rochers escarpés des Vosges du Nord. Ils font partie d'un ensemble de quelque 500 châteaux couvrant l'Alsace et le Palatinat qui ont été construits entre le début du XIIe siècle et le milieu du XIVe siècle. Utilisant les pitons rocheux, si caractéristiques des Vosges du Nord, les bâtisseurs construisirent sur les escarpements et aménagèrent parfois des cavités naturelles. Rocher et château ne semblent faire qu'un. À la fois lieu de résidence et de garnison, pensés pour être des lieux de repli et de défense, ils furent le théâtre de nombreuses guerres féodales et le repaire de quelques chevaliers-brigands. L'alimentation en eau du château est essentielle pour la survie de ses habitants en cas de siège. L'approvisionnement par un puits étant quasiment impossible vu la configuration des lieux, d'ingénieux systèmes de récupération des eaux de pluie, de filtration de l'eau par le sable et de citernes ont été mis en place dans certains châteaux. Ne protégeant plus efficacement ses habitants du fait de l'évolution des armes et techniques guerrières, les châteaux sont progressivement abandonnés à partir du milieu du XVe siècle. Seuls quelques-uns comme celui de la Petite-Pierre seront modernisés et adaptés à l'artillerie.
Aujourd'hui ces monuments en ruine abritent une faune et une flore particulière, ainsi que de nombreux promeneurs et amoureux d'histoire.

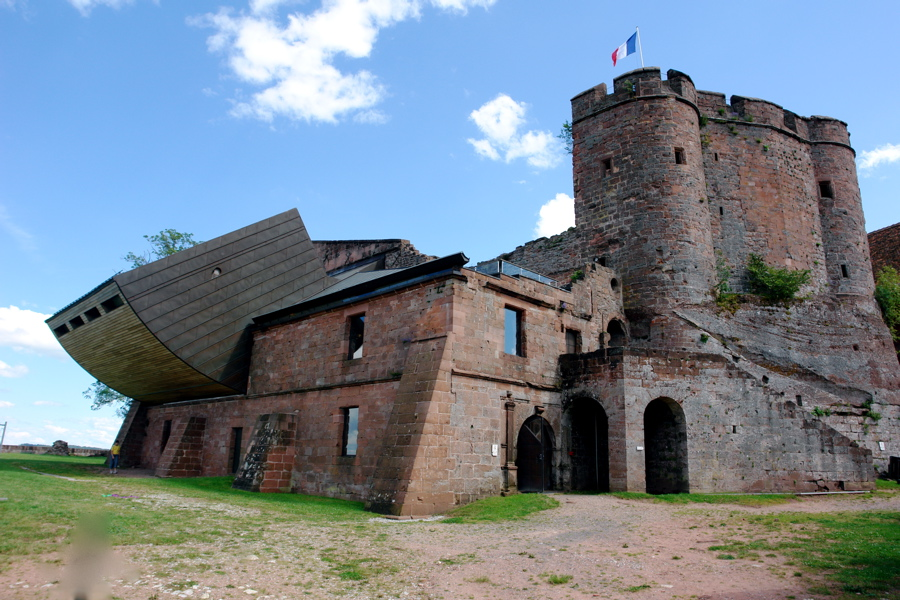
Château de Lichtenberg

Liste des principaux châteaux :
- Petit-Arnsberg
- Grand-Arnsberg
- Haut-Barr
- Falkenstein
- Fleckenstein
- Frœnsbourg
- Petit-Geroldseck
- Grand-Geroldseck
- Greifenstein
- Herrenstein
- Hohenbourg
- Hohenfels
- Lichtenberg
- Lorentzen
- Lœwenstein
- Lutzelhardt
- Ochsenstein
- La Petite-Pierre
- Ramstein
- Schœneck
- Waldeck
- Wasenburg
- Wasigenstein
- Vieux-Windstein
- Nouveau-Windstein
- Wineck
- Wittschloessel.

## Patrimoine religieux

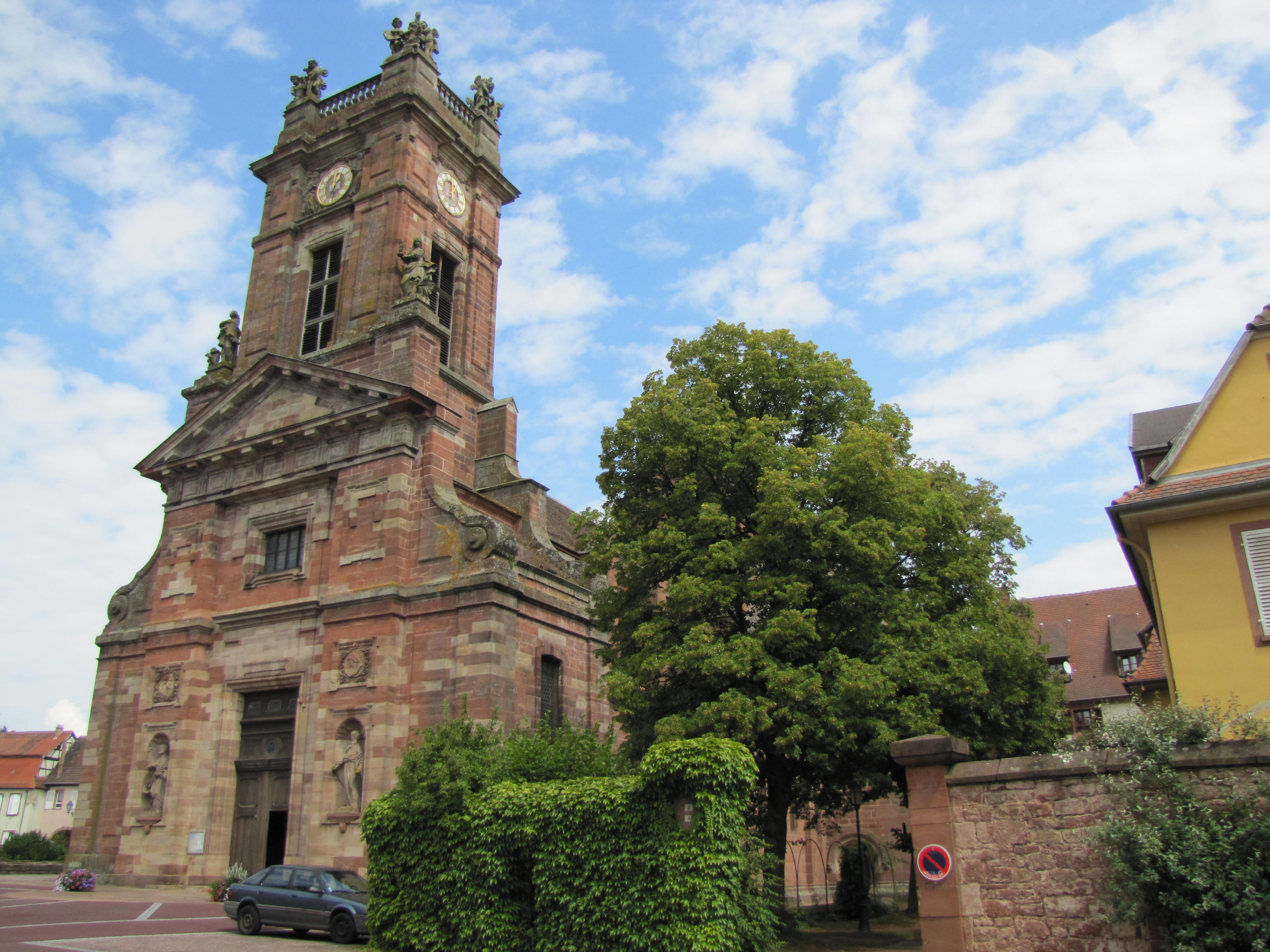
Église abbatiale Saints-Pierre et Paul. Façade occidentale.

- L'abbatiale de Neuwiller-lès-Saverne.
- Les fresques des églises de la Petite-Pierre et Weiterswiller.
- Le Breitenstein ou Pierre des douze Apôtres.
- La chapelle de Climbach.
- La chapelle dite Heidenkirche.
- La chapelle Notre-Dame-des-Bois d'Erbsenthal.
- La chapelle Notre-Dame-de-la-Miséricorde de Mouterhouse.
- La chapelle Sainte-Vérène d'Enchenberg.

## Patrimoine militaire bâti

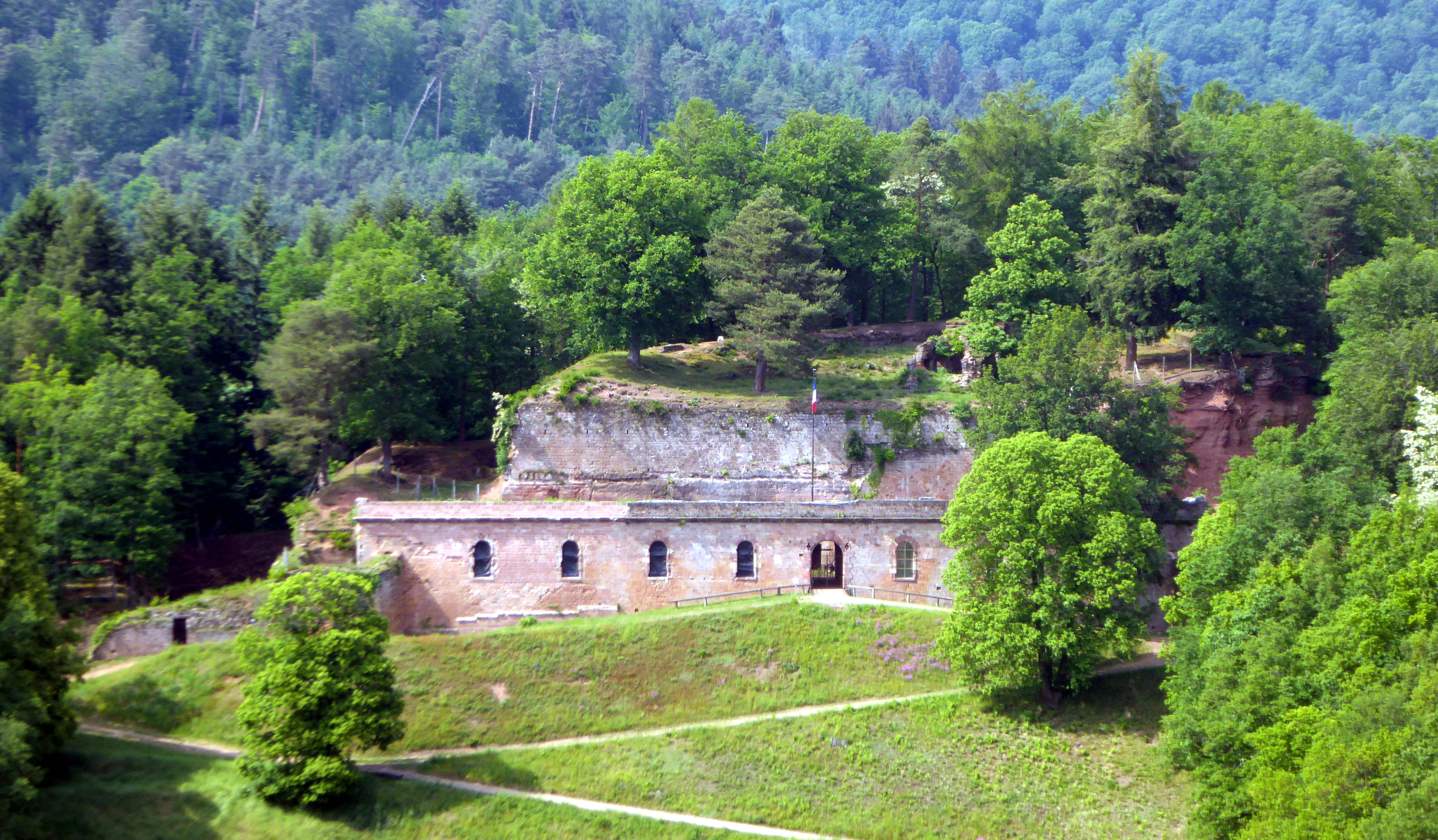
Fort Saint-Sébastien à Bitche

- L'ouvrage du Simserhof à Siersthal
- Le fort Saint-Sébastien à Bitche
- L'ouvrage fortifié de Rohrbach-lès-Bitche, le Fort Casso
- La casemate de Dambach-Nord à Dambach
- L'ouvrage du Four-à-Chaux à Lembach
- L'ouvrage de Schœnenbourg à Hunspach.

## Musées

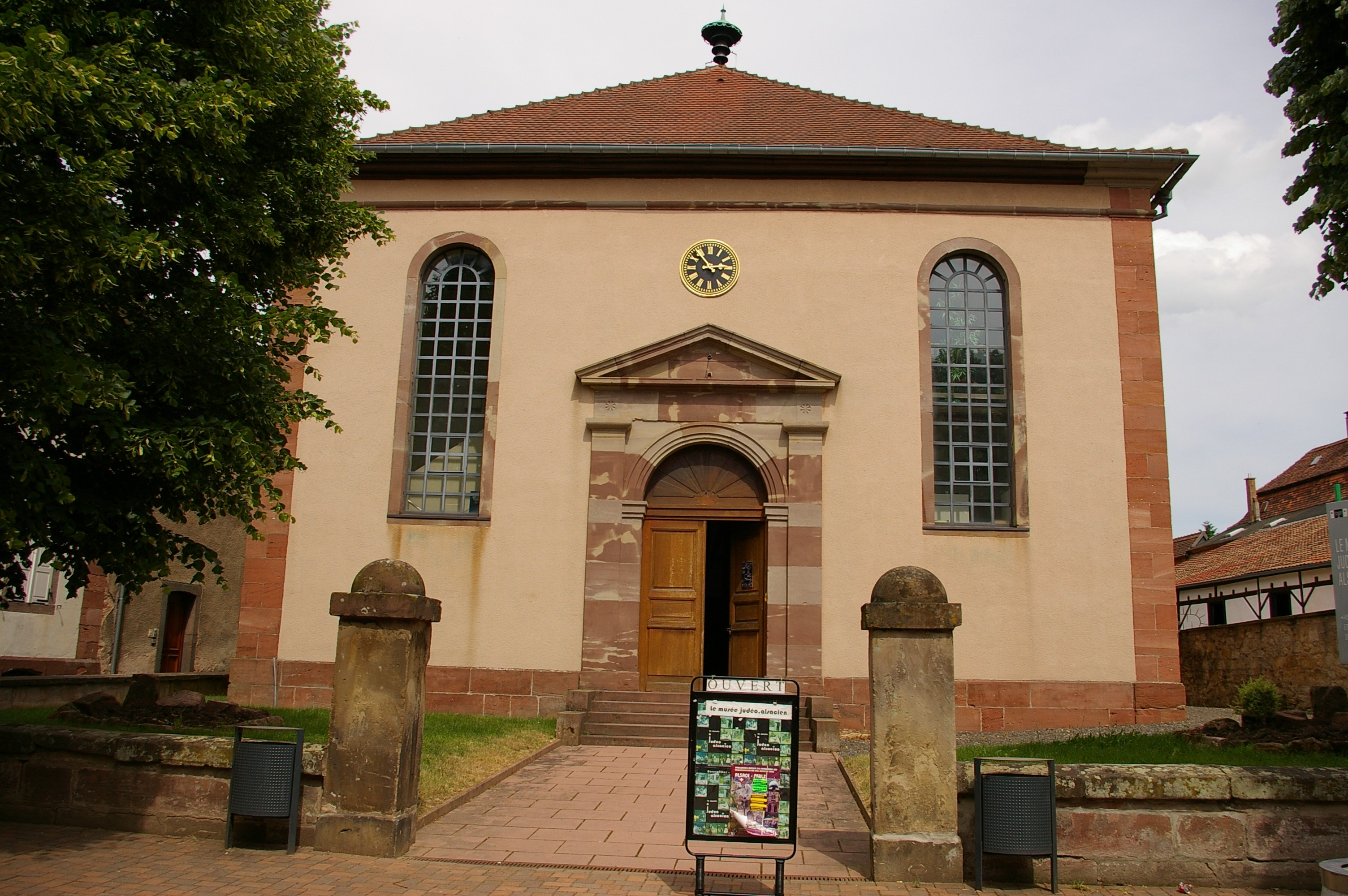
Synagogue de Bouxwiller, aujourd'hui Musée judéo-alsacien

- Le musée du château des Rohan et la tour du télégraphe Chappe à Saverne
- Le musée historique et Erckmann-Chatrian de Phalsbourg
- Le refuge fortifié de Dossenheim-sur-Zinsel
- La maison des Rochers de Graufthal
- Le musée de Bouxwiller et du pays de Hanau et le musée judéo-alsacien à Bouxwiller
- Le musée du sceau alsacien, la maison du Parc et le musée des Arts et Traditions populaires à La Petite-Pierre
- Le musée régional de l'Alsace Bossue de Sarre-Union
- Le musée de l'imagerie populaire de Pfaffenhoffen
- La maison de l'histoire et des traditions de la Haute-Moder de Wimmenau
- La maison d'Offwiller
- Le musée de la Citadelle de Bitche
- La maison du Verre et du Cristal et le centre international d'art verrier de Meisenthal
- Le musée du cristal Saint-Louis à Saint-Louis-lès-Bitche
- Le musée du Sabotier de Soucht
- Le site du moulin d'Eschviller à Volmunster
- Le musée historique et industriel, musée du fer de Reichshoffen
- La maison de l'archéologie de Niederbronn-les-Bains
- La maison des châteaux-forts d'Obersteinbach
- Le musée de la bataille du 6 août 1870 de Wœrth
- Le musée du pétrole de Merkwiller-Pechelbronn
- Le musée de la poterie de Betschdorf
- La maison rurale de l'Outre-Forêt de Kutzenhausen
- Le musée Westercamp de Wissembourg

## Sites archéologiques
Les Vosges du Nord abritent de nombreux vestiges d'une longue histoire. Ces vestiges dans leur diversité nous parlent des mouvements de populations et des activités que les hommes ont développées sur ce territoire des Vosges du Nord et du Palatinat de la préhistoire à nos jours.
Ouvrages défensifs comme les éperons barrés, sépultures (tumulus ou urnes funéraires), aménagements pour les activités agricoles et artisanales ainsi que tout ce qui évoque la vie quotidienne, de l'alimentation à l'habitat : souhaitons que de nombreuses découvertes nous attendent encore...
De petits objets attestent de la présence d'un atelier de fabrication d'outils en pierre quelque 6000 ans avant notre ère (mésolithique) à Climbach.
L'oppidum celtique de la Heidenstadt, crête barrée de levées de terre est percée de portes en tenailles. Il date de la fin du IIe ou du début du Ier siècle avant notre ère.
Les fouilles de cette villa gallo-romaine sur le site du Gurtelbach à Dehlingen ont permis de découvrir la vie quotidienne de ses habitants et de mettre au jour des objets insolites.
Les fouilles des Châteaux-forts ont permis de connaître un peu mieux l'alimentation par exemple ou encore les jeux utilisées dans ces lieux au Moyen Âge.
- Circuit archéologique des hauteurs d'Ernolsheim et Saint-Jean-Saverne
- Fouilles archéologiques de Niederbronn-les-Bains
- Site archéologique de Dehlingen

## Architecture
L'architecture des maisons traditionnelles dans le Parc se divise en deux grandes familles :
- la maison "bloc" qui rassemble dans le même volume et sous un seul toit l'habitation et les annexes agricoles (grange, écurie); ce modèle vient plutôt du côté lorrain, mais se diffuse bien au-delà du pays de Bitche dans le territoire des Vosges du Nord.

- la maison à cour qui organise les différentes parties de la ferme, habitation, grange, étable, dans des bâtiments distincts autour d'une cour située au centre ou sur le côté ; ce modèle est celui qu'on trouve de manière très répandue dans la plaine d'Alsace.

Ces deux modèles se déclinent suivant des types différents suivant
- la disposition par rapport à la rue et au terrain,
- l'organisation,
- les modes de construction, pan de bois, maçonnerie de pierre ou techniques mélangées,
- la taille,
- le décor.
On distingue sur le Parc 5 secteurs architecturaux :
- le pays de Bitche,
- l'Alsace Bossue,
- l'Outre-Forêt
- le Piémont de Hanau
- le Massif Forestier.

Les quatre premiers se caractérisent chacun par un type d'architecture propre; le cinquième se caractérisant par le croisement et le mélange des autres types architecturaux.
À ces principaux types de fermes s'ajoutent des types de maisons qui sont fonction du statut et de l'activité du propriétaire, principalement les maisons de maître ou les presbytères. Ces derniers varient beaucoup moins d'un secteur architectural à l'autre.

## Arts et traditions populaires
Situé sur un territoire à forte identité régionale, le Parc naturel régional des Vosges du Nord propose un riche éventail de visites culturelles consacrées aux arts et traditions populaires de la région.

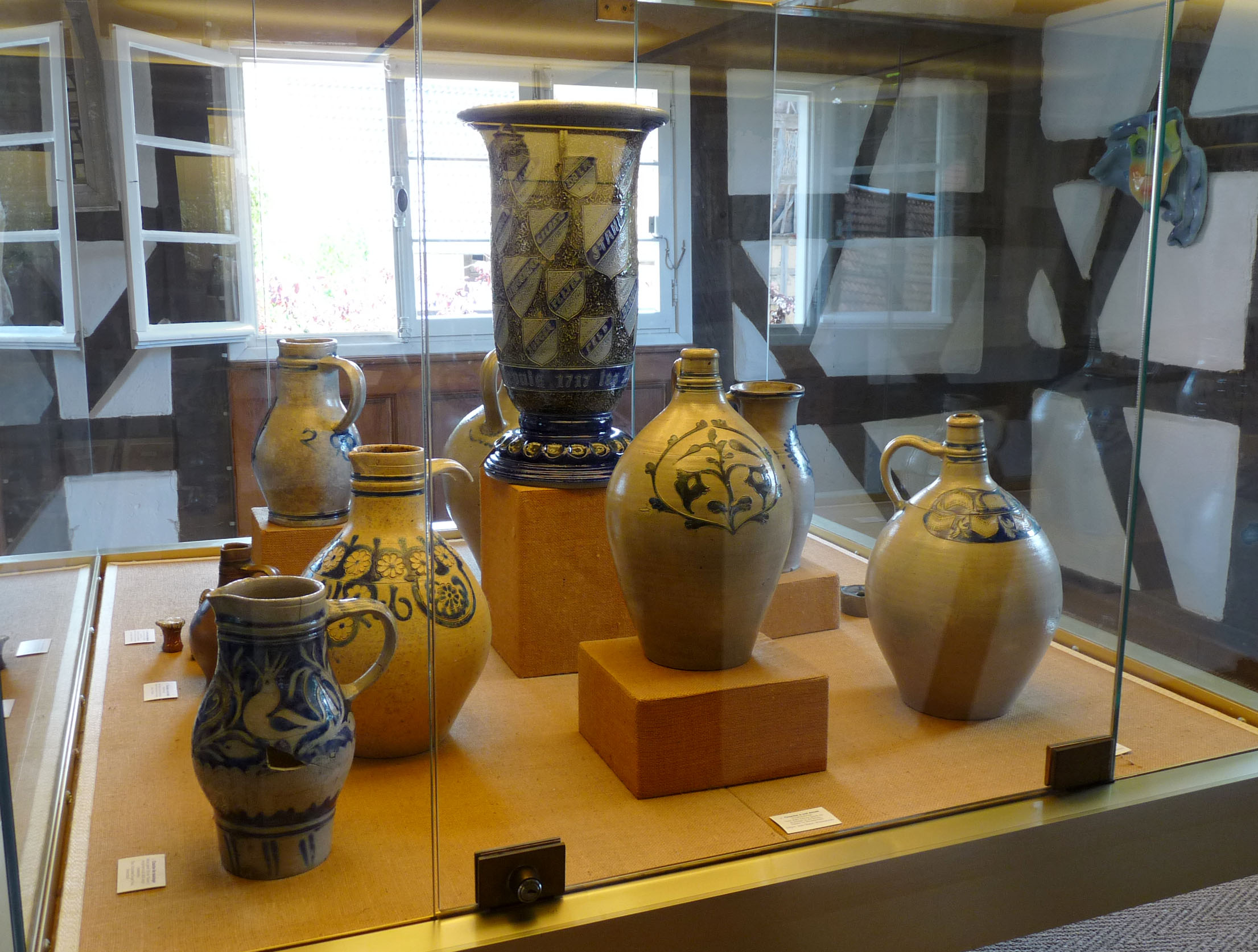
Objets décorés en grès de Betschdorf

Parmi les nombreux aspects particuliers d'une culture à la fois immuable et toujours en mouvement, on peut explorer des thèmes forts variés qui sont toujours avec l'histoire et la symbolique omniprésentes sur le territoire de la réserve de biosphère.
Pour comprendre les habitants de cette région, apprécier la beauté d'un cadre naturel exceptionnel, et partager quelques rites, il vous faudra découvrir l'architecture rurale et les maisons en pans de bois, le costume traditionnel et ses variations, le tissage du Kelsch et la production du chanvre et du lin, l'imagerie populaire à travers les souhaits de baptême et les lithographies de Wentzel, les meubles polychromes du pays de Hanau et les objets décorés de la vie quotidienne en terre vernissée de Soufflenheim ou en grès de Betschdorf.
Les musées et sites d'interprétation de la réserve sont là pour vous faire découvrir des coutumes, des croyances et des pratiques qui tout en étant spécifiques à cette région, vous sembleront familières par leur attachante proximité. Vous constaterez d'ailleurs au fil de vos pérégrinations à travers le territoire de la réserve de biosphère, que la plupart de ces traditions et savoir-faire continuent aujourd'hui à vivre grâce à des générations d'artisans et d'habitants qui y restent attachés.